# Belle Vie en Auge
Belle Vie en Auge è un comune francese di nuova costituzione in Normandia, dipartimento del Calvados, arrondissement di Lisieux. Il 1º gennaio 2017 è stato creato accorpando i comuni di Biéville-Quétiéville e Saint-Loup-de-Fribois, che ne sono diventati comuni delegati.